# Coop Norrbotten Arena
Coop Norrbotten Arena, dříve Delfinen (1970–2002) a Coop Arena (2002–2013), je sportovní a společenský komplex v městě Luleå v severním Švédsku. Současná multiaréna byla slavnostně otevřena 13. září 1970 jako pouhé kluziště s názvem Delfinen, jelikož se nacházela ve čtvrti Delfinen.
Po velké rekonstrukci a sponzorské smlouvě s tehdejším Konsum Norrbotten dostala aréna v roce 2002 nový název Coop Arena. Od roku 2013 se aréna oficiálně jmenuje Coop Norrbotten Arena, přičemž již v roce 2010 aréna změnila své logo s textem „Coop Arena“ na „Coop Norrbotten Arena“. Aréna je dodnes často lidově nazývána Coop Arena nebo Delfin.
Aréna je primárně domovskou arénou Luleå HF, ale od poloviny 90. let do roku 2005 byla také domovskou arénou basketbalového týmu Plannja Basket (nyní BC Luleå) . Od sezóny 2015/2016 se ženská sekce Luleå HF a MSSK sloučily a vytvořily Luleå HF / MSSK, jejichž domácí zápasy se hrají jak v Coop Norrbotten Areně, tak v LF Areně v Piteå.
Coop Norrbotten Arena se také využívá pro koncerty, veletrhy a krasobruslení. Aréna uspořádala první část Melodifestivalen 2011 a třetí část Melodifestivalen 2020.
Vevnitř Coop Norrbotten Areny jsou další tři kluziště, B-hala (Lulebuhallen) s 500 diváky pro menší akce, C-hala (Scaniahallen) bez diváků a D-hala (Nåidenhallen).

## Historie

### Rekonstrukce a rozšíření
Rozsáhlá rekonstrukce začala v roce 2008. Divácká kapacita při hokejových zápasech byla zvýšena z 5 600 na 6 300 diváků. Byla také postavena bezbariérová tribuna s místem pro 30 osob. Počet lóží se zvýšil z dvanácti na 30. Nová přestavěná aréna byla slavnostně otevřena 26. listopadu 2009 před utkáním Elitserien mezi Luleå HF a Färjestads BK. Kompletní dokončení arény se očekávalo v roce 2010. V roce 2008 byla vedle arény postavena nová ledová plocha, D-hall neboli Nåidenhallen, pojmenovaná po sponzorovi, stavební firmě. Během rekonstrukce přibyly restaurace Handelsbanken Bistro a Ricoh bar. Jedna již se v aréně nacházela – Luleå Hockey Restaurant, stejně jako sauna na balkoně s výhledem na arénu.[zdroj?] Dne 1. července 2010 byl provoz arény převzat Luleå HF od města.
Před sezónou 2011/2012 získal Luleå Hockey nový mediální monitor – centrálně zavěšený monitor s výsledkovými tabulemi v aréně. V projektu přestavby byla kvůli špatné viditelnosti zcela odstraněna spodní divácká řada za hráčskou kabinou. Na opačné dlouhé straně byla zvednuta první až osmá řada, aby byly řady jedna a dvě atraktivnější. Před sezónou 2011/2012 byl v aréně také zřízen nový bar.
Před sezónou 2018/2019 byla v aréně instalována ledová projekce a nový zvukový a světelný systém za 40 milionů švédských korun, který dodala společnost Bright Group Sweden. V souvislosti s tím byl kamerový prostor pro přímé přenosy posunut blíže k ledu, čímž došlo ke snížení kapacity arény o 80 míst. Krátce poté byla kapacita diváků dále snížena na současných 6150, když byly za hráčské kabiny instalovány nové digitální reklamní obrazovky.